# Беатріс Фернандес де Бобаділья
Беатріс де Бобаділья (близько 1440, Медіна-дель-Кампо — 17 січня 1511, Мадрид) — кастильська дворянка, маркіза Мойя, радниця та наближена королеви Ізабели I Кастильської.

## Біографія
Донька Педро де Бобаділья та Марії Мальдонадо. З раннього віку перебувала на службі у майбутньої королеви Ізабели. Передбачалося, що контакт між ними почався, коли ще інфанта Ізаблла проживала в Аревало, а батько Беатріс був алькайдом фортеці, хоча жодних документальних свідчень не було знайдено, проте Альфонсо де Паленсія згадує про це у своїх «Хроніках Енріке IV». 
Одружилася з Андресрм Кабрере, видним діячем при дворі Енріке IV, у якого вона була старшою офіціанткою та від якого народила дев'ятьох дітей. У 1480 році королева Ізабела надала Андресу Кабребе маркізат Мойя і сеньйорію Чинчон. Його присутність при дворі була постійною, що допомогло досягнути в ньому великого впливу. Під час війни проти Гранадського емірату, під час облоги Малаги, зазнала нападу ворога з ножами, який прийняв її за королеву, не будучи пораненою, оскільки ножі не пробивали її одяг. Королева Ізабела просила Бога врятувати життя Беатріс. Беатріс де Бобаділья одужала.
Після смерті Ізабели Кастильської та від'їзду Фернандо II до Арагону Андрес та Беатріс залишили двір і передали Алькасару Хуану Мануелю, сеньйору Бельмонте, на службу Філіпа Вродливого. Хоча Фердинанд повернувся як регент, вони не повернулися до двору через свій похилий вік. Померла у Вілья-де-Мадрид на 71-му році життя, що на той час було значною подією.
Її останки знаходяться у церкві-пантеоні маркізів Мойя в Карбонерас-де-Гуадасаоні разом із останками чоловіка. Будівля перебуває в приватній власності та знаходиться у напівзруйнованому стані.

## Нащадки
У шлюбі Беатріс де Бобаділья народила дев'ять дітей, і вони заснували два маєтки в Моє та Чінчоні:
- Педро де Кабрера-і-Бобаділля помер молодим.
- Хуан Перес де Кабрера-і-Бобаділья, 2-й маркіз Мойя, одружений з Ане де Мендоса, донькою Дієго Уртадо де Мендоса, 1-го герцога дель Інфантадо
- Фернандо де Кабрера-і-Бобаділья (нар. 1521), 1-й граф Чінчон, одружився з Терезою де ла Куева-і-Толедо, дочкою Франсіско Фернандеса де ла Куева, 2-го герцога Альбуркерке, одним з їхніх синів -Бобаділья-і-де-ла-Куева.
- Франсіско де Кабрера-і-Бобаділья (нар. 1529), єпископ Сьюдад-Родріго та Саламанки.
- Дієго де Кабрера-і-Бобаділья, лицар Ордену Калатрави, командор Вільяррубії та Сурити і, нарешті, чернець монастиря Санто-Домінго-де-Талавера-де-ла-Рейна (Толедо).
- Педро де Кабрера-і-Бобаділля, лицар Ордену Сантьяго, спочатку релігійний домініканець, а потім військовий
- Марія де Кабрера-і-Бобаділля, одружена з Педро Фернандесом Манріке-і-Віверо, 2-м графом Осорно.
- Хуана де Кабрера-і-Бобаділля, одружена з Гарсією Фернандесом Манріке, 3-м графом Осорно.
- Ізабель де Кабрера-і-Бобаділья, одружена з Дієго Уртадо де Мендоса-і-Сільва, 1-м маркізом Каньєте.

## У художній літературі
Персонажка Беатріс де Бобаділья, яку грає Айноа Сантамарія, з'являється у телесеріалі «Ізабела».